# Толстой (село)
Толстой (укр. Товсте) — село на Украине, находится в Великоновосёлковском районе Донецкой области.
Население по переписи 2001 года составляет 176 человек.

## История
9 июля 2025 года населённый пункт Толстой занят ВС РФ.

## Адрес местного совета
85512, Донецкая область Великоновосёлковский район, с. Поддубное, пр. Киевский, 30, 97-1-34